# Philip Edward Archer
Philip Edward Archer (* 22. Februar 1925 in Tarkwa, Western Region, Ghana; † 10. Mai 2002) hatte zwischen 1991 und 1995 das Amt des Chief Justice von Ghana inne und war damit oberster Richter. Archer war als achter Chief Justice des unabhängigen Ghana Amtsnachfolger von E. N. P. Sowah und Amtsvorgänger von Isaac Kobina Abban.

## Ausbildung
Archer wurde in Abontiakrom, einem Stadtteil Tarkwas in der Western Region in Ghana geboren. In Sekondi besuchte er die St. Peter’s School und wechselte später für die höhere Schulbildung an das Adisadel College in Cape Coast. Nach dem Schulabschluss ging Archer an die University of Nottingham, Großbritannien, um im Jahr 1953 sein Jurastudium zu beginnen.

## Karriere
Im Jahr 1957 erhielt Archer die Zulassung als Anwalt am Supreme Court (England). Im selben Jahr kehrte er nach der Unabhängigkeit des Landes nach Ghana zurück. Im Büro eines Urkundsbeamten (Registrar-General) begann er seine berufliche Karriere, wurde 1959 selbst zum Urkundsbeamten ernannt und im Jahr 1961 in den juristischen Staatsdienst als Justizangestellter (Judicial Secretary) aufgenommen.
Aufgrund seiner hervorragenden Leistungen wurde Archer im Jahr 1964 in die Position eines Richters am High Court ernannt und erhielt im Jahr 1980 die Ernennung zum Richter am Supreme Court in Accra. Archer war in verschiedenen Disziplinarausschüssen maßgeblich im Kampf gegen die Korruption tätig. Im Jahr 1983 ging Archer in den Ruhestand aus dem Richteramt und wurde im gleichen Jahr Vorsitzender der Kommission zur Justizreform (Law Reform Commission) unter der Militärjunta von Jerry Rawlings, der sich bereits 1981 an die Macht geputscht hatte.
Noch vor der Gründung der vierten Republik Ghanas wurde Archer durch die Militärführung des Provisional National Defence Council (PNDC) unter Führung von Jerry Rawlings zum Chief Justice im Jahr 1991 ernannt. Diese Position hatte er bis 1995 inne.

## Weitere Positionen
Archer wurde Vorsitzender des Verwaltungsrates der University of Cape Coast zwischen 1979 und 1983 und Mitglied des Staatsrates (Council of State), einem Verfassungsorgans der Verfassung Ghanas im Jahr 1995, nachdem er als Chief Justice aus dem Amt geschieden war.

## Ehrungen
Archer wurde mit dem Order of the Star of Ghana, der höchsten zivilen Auszeichnung des Staates, durch Rawlings im Jahr 2000 geehrt.